# Loro Coirón
Thierry Defert, conocido también como Loro Coirón, es un grabador francés que vive en Valparaíso. Ha realizado numerosas exposiciones de sus obras, tanto en exposiciones individuales como colectivas, en Chile, Francia y Portugal.

## Vida
Nació en París, Francia en 1948 y se crio en Dakar, Senegal en África desde los tres hasta los diecisiete años. Regresa a París en 1965 para realizar estudios en la Escuela Superior de Artes Gráficas. En 1967, ingresa a la Escuela Superior Nacional de Artes Decorativas.
Realiza exposiciones, y trabaja en publicidad realizando carteles. Trabaja en un programa de televisión "Ouvrez les guillemets" y participa en el Centro Georges Pompidou. Trabaja como periodista en medios como "Zoom, revista de la imagen" y otros, entre 1981 y 1989.
En 1984 obtiene el premio Elie Faure por el libro "Georges Lepape, ou l'elégance illustrée". En 1984, se desempeñó como jefe del Departamento de Diseño Gráfico de la Escuela Nacional Superior de Creación Industrial (ENSCI–Les Ateliers) del Ministerio de la Cultura y el Ministerio de la Industria de Francia. 
En 1988, viaja a Tierra del Fuego y Cabo de Hornos y visita Valparaíso por primera vez. En 1995, comienza a hacer los primeros bosquejos de la ciudad de Santiago y la Plaza Victoria en Valparaíso.
En 1995 vuelve a Chile y posteriormente se establece con un taller en el Cerro Cordillera.

## Gran Fresco de Valparaíso
Loro Coirón trabaja en la realización de un gran mural sobre la bahía de Valparaíso de más de 300 metros lineales por 4 metros de altura. 

## Técnicas de grabados
Los grabados de Loro Coirón son en linóleo, que originalmente es un revestimiento para suelos, hecho a base de lino, titanio y corcho. Asimismo también utiliza la técnica de la xilografía, utilizando madera contrachapada de okumé (madera proveniente de África central) y madera de litre chileno, en su taller en el Cerro Cordillera en Valparaíso.

## Exposiciones
- 2002, Exposición en Carré Bonnat / Musee Bonnat, Bayonne, Francia

Exposición "Color Chile", en Hotel de Ville de Bobigny, Francia
- Exposición en el espacio de intervención cultural "Maushábitos", Oporto, Portugal
- Impressions Chiliennes 3, Valparaíso en la calle, Chile